# Ecofestes
Ecofestes és una empresa dedicada a la fabricació de gots reutilitzables i reciclables de plàstic. Té les oficines a Sallent (Bages) i el seu objectiu és reduir l'impacte ambiental de festivals i grans esdeveniments, reemplaçant els habituals gots d'un sol ús per gots reutilitzables. L'empresa es funda l'any 2005, quan comença a implementar els gots de plàstic reutilitzables a les festes majors populars. Va exportar 600.000 vasos el 2005 i sis milions el 2006, principalment a França i Suïssa. Del 2015 al 2017 s'han utilitzat aquests gots al Mercat Medieval de Vic.